# Unionville (Michigan)
Unionville é uma vila localizada no estado americano de Michigan, no Condado de Tuscola.

## Demografia
Segundo o censo americano de 2000, a sua população era de 605 habitantes.
Em 2006, foi estimada uma população de 587, um decréscimo de 18 (-3.0%).

## Geografia
De acordo com o United States Census Bureau tem uma área de
2,4 km², dos quais 2,4 km² cobertos por terra e 0,0 km² cobertos por água.

## Localidades na vizinhança
O diagrama seguinte representa as localidades num raio de 20 km ao redor de Unionville.